# Tony-díj
Az Antoinette Perry-díjat a Broadway Színház kiválóságainak, vagy csak röviden Tony-díjat, mint a neve is mutatja a Broadwayen játszott művekért és az ott tevékenykedő színészeknek osztják ki. A díjat az Amerikai Színházi Kar és a Broadway Liga adja át egy évente megrendezésre kerülő gálán Közép-Manhattanben. A díjjal csak Broadwayen rendezett és előadott műveket jutalmaznak. Egyetlenegy nem versenykategóriás díjat osztanak ki más államban lévő társulatoknak. Ezt hívják a Regionális Színház Tony-díjának (Regional Theatre Tony Award). A díjat Antoinette Perry, "Tony" után nevezték el, aki társalapítója volt az Amerikai Színházi Karnak. A díjátadón átadják még a Tony-különdíjat, a tiszteletbeli Tony-díjat és az Isabelle Stevenson-díjat. A díj maga egy ónból készült forgógyűrű, ami egy érmet tart. Az érem a komédia és a tragédia maszkját ábrázolja.
A díjszabályzatot az Amerikai Színházi Kar hivatalosan rögzíti, és mindig az aktuális szezonra érvényes. A Tony-díj az Egyesült Államok legmagasabb színpadi kitüntetése, rangban egy magasságban áll az amerikai filmipar Oscar-díjával, a televíziós műsorokért járó Emmy-díjjal és a zeneipart elismerő Grammy-díjjal. Aki mind a négy díjat elnyerte, az az úgynevezett EGOT (Emmy, Grammy, Oscar és Tony) birtokosa. A Tony-díj angol megfelelője a Laurence Olivier-díj az Egyesült Királyságban és a francia változata a Molière-díj Franciaországban.
A legutóbbi díjátadó sorban a 76. volt, amelyet 2023. június 11-én tartottak New Yorkban. A házigazda Ariana DeBose volt.

## A díj kategóriái
2014 óta huszonhat versenykategóriát különböztetnek meg. 1947-ben a díj tizenegy kategóriával indult, és elnevezésük az évek során megváltozott. A hatvanas évektől kezdve több kategória kétfelé bomlott, hogy a színdarabok és a musicalek között különbséget tegyenek.
A Tony-díj legújabb, egy nem versenykategóriás díja az Isabelle Stevenson-díj, amelyet először 2009-ben adtak át. A díjat olyan személyek vehetik át, akik kiemelkedő humanitárius munkát végeztek.
A legjobb színházi esemény kategóriát a 2009-10-es szezonban megszüntették. 
A legjobb hangkeverés kategóriát mind a színdarab és musical kategóriában szüneteltették a 2014-15-ös szezonban, de 2017. április 24-én bejelentették, hogy a hangkeverés kategóriát újra bevezetik a 2017-18-as szezontól.

### Színész kategóriák
- legjobb férfi főszereplő színdarabban
- legjobb férfi mellékszereplő színdarabban
- legjobb férfi főszereplő musicalben
- legjobb férfi mellékszereplő musicalben
- legjobb női főszereplő színdarabban
- legjobb női mellékszereplő színdarabban
- legjobb női főszereplő musicalben
- legjobb női mellékszereplő musicalben

### Bemutató és műszaki kategóriák
- legjobb musical
- legjobb musical újra a színpadon
- legjobb rendező musicalben
- legjobb szövegkönyv musicalben
- legjobb eredeti zene
- legjobb zenekar
- legjobb koreográfia
- legjobb díszlettervezés musicalben
- legjobb jelmeztervezés musicalben
- legjobb látványtervezés musicalben
- legjobb hangkeverés musicalben
- legjobb színdarab
- legjobb színdarab újra a színpadon
- legjobb rendező színdarabban
- legjobb díszlettervezés színdarabban
- legjobb jelmeztervezés színdarabban
- legjobb látványtervezés színdarabban
- legjobb hangkeverés színdarabban

### Különdíjak
- Regionális Színház Tony-díja
- Tony-különdíj (egyben az Életműdíjjal)
- Tiszteletbeli Tony-díj
- Isabelle Stevenson-díj

### Megszűnt kategóriák
- legjobb szerző
- legjobb karmester és zenei igazgató
- legjobb jelmeztervezés (később szétválasztva színdarab és musical kategóriára)
- legjobb látványtervezés (később szétválasztva színdarab és musical kategóriára)
- legjobb új színész
- legjobb színmű újra a színpadon (később szétválasztva színdarab és musical kategóriára)
- legjobb díszlettervezés (később szétválasztva színdarab és musical kategóriára)
- legjobb színpadi technikus
- legjobb színházi esemény
- legjobb rendező (később szétválasztva színdarab és musical kategóriára)

## Története

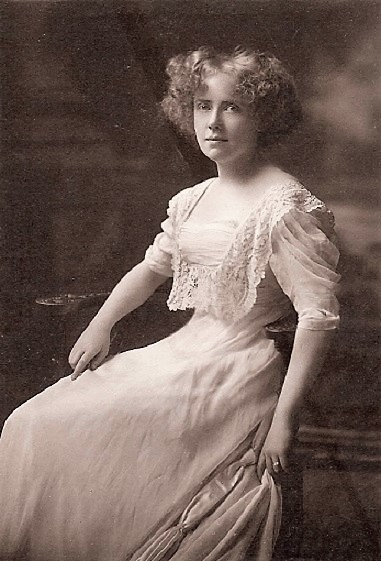
A díj névadója, Antoinette "Tony" Perry (1888–1946)

A díjat az Amerikai Színházi Kar bizottsága alapította 1947-ben, elnöke Brock Pemberton volt. Az egykori, színésznő, rendező, producer és a Kar társalapítója, Antoinette Perry után nevezték el, aki 1946-ban hunyt el. Jacob Wilk, a Warner Bros. történetszerkesztőjének javaslatára Pemberton előállt egy díj tervével, ami Tony Perry nevét szándékozik öregbíteni a színpadi tehetségekkel. Az első díjátadó 1947-ben történt, ahol Pemberton először hívta a díjat csak Tonynak, ami meg is ragadt.
Az első díjátadót 1947. április 6-án rendezték meg a Waldorf Astoria Hotelben, New Yorkban. A díj maga felölelt egy tekercset, egy öngyújtót és pipereeszközöket: a nők karperecet és egy tizennégy karátos púderesdobozt, a férfiak pénzcsipeszt kaptak. A harmadik díjátadótól kezdve 1949-ben a Tony-érmet osztották ki a nyerteseknek.
A díjátadót 1967 óta sugározzák a tévében, lejátsszák a jelölt musicalek dalait és időnként színdarabokról is vetítenek felvételeket vagy előadásokat. Az érmeket az Amerikai Színházi Kar és a Broadway Liga együttesen prezentálja. A műsor tévénézettsége általában jóval alatta van az Oscar-díjénak, de eljut a módosabb emberekhez, ami a hirdetőknek kedvez. A New York Times egy 2003-as júniusi cikke szerint: „Amit a Tony a képernyő elé csal, mondják a CBS képviselői, az a legfontosabb társadalmi réteg: a gazdagok és műveltek. Jack Sussman, a CBS alelnöke, aki a különkiadásokért felel, elmondja, hogy a Tony show eladta minden szabad hirdetési helyét, amint a CBS bejelentette, hogy leadja a három órás műsort. »Az előkelő, prémium nézők követik, akik viszont az előkelő, prémium hirdetőket vonzzák«, mondja Mr. Sussman...” A nézettség a korai években csökkent (1974-ben például húszmillió volt, 1999-ben 9.2 millió), azonban a kétezres években megállapodott a hat és nyolcmillió között. Ezzel ellentétben az Oscar-díj nézettsége 2009-ben 36.3 milliós volt.

### Az érem
A Tony-érmet Herman Rosse tervezte sárgaréz és egy kis bronz keverékéből, amit nikkellel vont be. Az alapja fekete akril üveglemez és nikkellel bevont ón forgógyűrű. Az érme előlapja a tragédia és a komédia maszkját ábrázolja. A hátlapján eredetileg Tony Perry arcképe volt, de ezt később leváltották a nyertes nevére, a nyert kategóriára, színműre és az évszámra. Az érmet 1967 óta egy fekete talapzattal magasítják.
A 2010-es díjátadó óta ez a talapzat tizenhárom centiméter hosszú (korábban 8,3 cm) és 1,6 kg nehéz (korábban 680 gramm). A díjat szilárdabbá és praktikusabbá kívánták ezzel tenni. Az Amerikai Színházi Kar vezérigazgatója, Howard Sherman szerint:
|  | „Mind jól ismerjük az Oscar, az Emmy és a Grammy súlyát. Nem a nagyokat utánozzuk, csupán úgy éreztük, ez a díj jelentős dolgot képvisel, és ennek megfelelően reprezentáljuk... Most hogy a díj nagyobb, a Tonyt győzedelmesen a magasba emelhetik, és nem kell aggódni, hogy nem tudják megtartani. Higgyenek nekem, érezhető a különbség.” |
|  | |

A nyertes darab szerzője és (maximum) két producere díjmentesen hazaviheti magával az érmet. A többi nyertes jogosult rá, hogy megvásárolja. A bevételt a Tony-gálák finanszírozására fordítják. A díj 2000-ben négyszáz dollárba, 2009-ben hétszázötven és 2013-tól kétezerötszáz dollárba kerül.

## A díjátadás menete
Forrás: A Tony-díj hivatalos weboldala, Szabályzat

### Szabályok még nem debütált színművekre
Új színdarabnak vagy musicalnek számít az a színmű, amelyet korábban nem játszottak a Broadwayen, valamint "nem tartozik a közismert klasszikus irodalom körébe és nem történelmi múltú", mondja ki az Adminisztrációs Bizottság a szabályzat 2g szakaszában. A Tony-díj Adminisztrációs Bizottsága 2002-ben kiegészítette a szabályzatot, hogy a "klasszikusnak illetve történelmi múltúnak minősített darabok nem nevezhetők a legjobb musical és színdarab kategóriában, de nevezhetők a legjobb musical/színdarab újra a színpadon kategóriában." A Broadway-féle színházaktól (Off-Broadway) és a West End Színháztól (London) átvett színművek újnak minősülnek, ahogy a filmeken alapuló darabok is.
Ez a szabály többször ellenvetésbe ütközött, mivel egyes darabok nem indulhattak az "új" kategóriában lemaradva így például a legjobb szerző vagy zene jelölésekről, míg a másik oldalról megengedve már ismert (például filmekről mintázott) művekről, hogy "új produkcióként" tündökölhessenek, előnytelen versenyt eredményeznek.

### A bizottság tagjai és a szavazók
A Tony-díj Adminisztrációs Bizottsága huszonnégy tagot számlál: tíz főt az Amerikai Színházi Karból, tíz főt a Broadway Ligából és egyet-egyet a Dramaturgok Szövetségétől, a Színészek Egyesületétől, az Egyesült Díszlettervezőktől és a Színpadi Rendezők és Koreográfusok Társaságából. Ez a bizottság határozza meg a nevezési jogot minden kategóriára.
A Tony-díj Jelölő Bizottság tagjai készítik el a jelöltek listáját. A tagokat az Adminisztrációs Bizottság választja ki, akik három éves terminust szolgálnak és minden Broadway darabot megnéznek. A Jelölő Bizottság 2012-ben negyvenkét tagú volt, 2014-ben pedig már ötven.
A jogosult szavazók száma 868-ra rúgott 2014-ben, de a létszámuk évente kissé eltér. A szavazók száma csökkent, amikor 2009-ben nem számolták az első esti kritikákat. Ezt később megváltoztatták, és a New York-i Drámakritikusok Körét is szívesen látták a szavazók között a 2010-11-es szezonban.
Szavazásra jogosultak az Amerikai Színházi Kar Tanácsadó Bizottságának igazgatói és elkötelezett tagjai, a Színészek Egyesületének irányító tagjai, a Dramaturgok Szövetsége, a Színpadi Rendezők és Koreográfusok Társasága, az Egyesült Díszlettervezők, a Színházi Médiaügynökök és Menedzserek Egyesülete, az Amerika Válogató Színházi Tanácsa és a Broadway Liga.

### Nevezési idő (szezon)
A produkciónak a nevezhetőség érdekében már futnia kell a Broadwayen a kikötött nevezési időre. A 2013–14-es szezonra például 2014. április 24 volt a határidő. A nevezési időt a mindig aktuális szabályzatba foglalják.

### Broadway színház
Broadway színháznak tekinthető a minimum ötszáz férőhelyes színház. Az ezen követelménynek megfelelő színházak listáját az Adminisztrációs Bizottság tartja nyilván, és habár nem az elhelyezkedés alapján osztják ki, mégis a 2016-17-es szezonban negyven színházat tett ki a lista csak a Times Square-en illetve egyet a Lincoln Centerben.

## Kritika
Míg a közvetített színház a Tony-gálát az élő színház Oscarává teheti, a kritika szerint a gála csupán merő promoció a new york-i gyártóknak és színháztulajdonosoknak. A Playbill egy 2014-es cikkében Robert Simonson írja, hogy "már régóta hányatott kérdésnek minősül a Broadway közösségben, ki lehet a színpadon, mit adhat elő és mennyi ideig az élő Tony-gálán..." A producerek "megelégednek a helyzettel... mert akárcsak egy Tony-díj bezsebelése, egy előadás, ami jól sül el a közönség szemében, kasszasikerré válhat azután. Robyn Goodman producer megjegyezte, ha a produkció egy részlete a gálán pozitív fényt vet és Tonyt is nyer, a "siker garantált".
 A statisztika is alátámasztja, hogy a színművek, amelyeket a legjobb musical kategóriában jelölnek (és amik általában a gála előadásainak oroszlánrészét kiteszik) hosszabb ideig futnak, mint a társaik, amiket nem jelöltek semmire. Ráadásul meg is nyerve ezt a díjat, a valószínűsége megháromszorozódik, hogy a produkció sokáig fog futni. Ettől függetlenül a legjobb színdarabra jelölt színdarabok is hosszabb ideig futnak, annak ellenére, hogy a gálán nem játszanak belőlük részleteket.
A díjátadó további kritikákba ütközött, amikor 2014-ben eltávolították a legjobb hangkeverés kategóriát. Még ebben az évben petíciót írtak alá, hogy a kategóriát újraindítsák, a mozgalom pedig harmincezer aláírást eredményezett. Hogy a kategóriában szavazókra irányult negatív irányulásokat enyhítsék, a 2017-18-as szezonban a hangkeverés visszatértével a szavazatokat egy tapasztalt, kisebb szavazócsoport adja le.

## Rekordok

### Színpadi művek
- Jelölések: a legtöbb jelölést begyűjtött színmű a Hamilton című musical volt 2016-ban tizenhat jelöléssel tizenhárom különböző kategóriában, éppen megelőzve az eddigi rekordereket, a Producereket (2001, tizenöt jelölés, tizenkét kategória) és a Billy Elliotot (2009, tizenöt jelölés, tizenhárom kategória). A legtöbb nem zenés műfajú jelölt az Angyalok Amerikában, ami 2018-ban tizenegy jelölést kapott tíz kategóriában.
- Győzelem: a legtöbb díjat nyert produkció a Producerek című musical volt 2001-ben tizenkét díjjal, beleértve a legjobb musicalnek járót. A legtöbb díjjal jutalmazott színdarab a Coast of Utopia volt hét díjjal, beleértve a legjobb színdarabnak járót 2007-ben.
- Legtöbb jelölés díj nélkül: a Bajos csajok (2018) és a Scottsboro Boys (2011) musicaleket tizenkét Tony-díjra jelölték, de egyet sem nyertek el.[44] A Scottsboro Boys továbbá tartja a legkésőbb kifutó Tony-díjra jelölt előadás posztját a díjátadó előtt: hat hónappal a díjátadót megelőzően volt az utolsó előadás.
- Négy színmű, mindegyike musical, nyerte el a hat főkategóriás díjat: a legjobb musical, eredeti zene, szövegkönyv, férfi és női főszereplő és a legjobb rendező díját. Ezek pedig a Déltenger (1950), a Sweeney Todd, a Fleet Street démoni borbélya (1979), a Hajlakk (2003) és a Band's Visit (2018).[45]
- Színészek díjai: eddig egyetlen színmű, a Déltenger (1950) nyerte el egyszerre mind a négy színészi kategória díját.
- Szó és dallam: eddig hat musical seperte be a legjobbnak ítélt Tony-díjat, aminek szövegkönyvét és eredeti zenéjét egyazon személy alkotta meg vagy társszerzője volt (általában meg is nyerték ezekért a díjakat). Ezek pedig A muzsikaember Meredith Wilsonnal 1958-ban (díjat a zenéért és a szövegért még nem kaphatott, mert nem létezett a kategória), az 1986-os The Mystery of Edwin Drodd Rupert Holmesszal, aki már megnyerte a szövegkönyvnek és az eredeti zenének járó díjat, majd 1996-ban a Rent Jonathan Larsonnal, aki posztumusz nyerte el mindkét díjat. 2011-ben The Book of Mormon a nyertes hármassal, Trey Parkerrel, Robert Lopezzel és Matt Stone-nal, majd 2016-ban a Hamilton a szintén nyertes Lin-Manuel Mirandával, végül 2019-ben a Hadestown Anaïs Mitchell-lel, aki az eredeti zenéért kapott díjat.
- Designerek: kilenc produkció gyűjtött be minden tervezésért járó díjat (eredetileg a díszlet, jelmez és látványtervekért, de 2008-tól a hangkeverést is a design díjakhoz sorolják): a Follies (1972), Az operaház fantomja (1986), Az oroszlánkirály (1998), a Producerek (2001), The Light in the Piazza (2005), The Coast of Utopia (2007),  a 2008-as Déltenger újra a színpadon (egyben az első színmű, ami mind a négy terves díjat magáénak tudhatta), a Peter and the Starcatcher (az első, még nem debütált színdarab, ami mind a négyet besöpörte) (2012), végül a Harry Potter és az elátkozott gyermek (2018).
- Újrázások: Arthur Miller Az ügynök halála című műve 2012-ben az első produkció lett, amely négyszer is elnyerte a legjobb színdarabnak járó Tony-díjat: 1949-ben a legjobb színdarabnak járót, 1984-ben a legjobb színműnek járót újra a színpadon (ezután az újrázásokat szétbontották musicalre és színdarabra), és a legjobb színdarabnak járót újra a színpadon 1999-ben és 2012-ben. Az Őrült nők ketrece háromszor nyert díjat, először 1984-ben, majd az újrázásai 2005-ben és 2010-ben. Az Anna és a sziámi király úgyszintén háromszoros díjazott.

### Személyek
- Győzelmek: Harold Prince huszonegy Tony-díj birtokosa: nyolcat musicalrendezőként, nyolcat a legjobb musicalért, kettőt legjobb producernek a musical műfajban és három Tony-különdíjat. Tommy Tune tíz díjat nyert, hármat rendezésért, négyet koreográfusként, kettőt színészként és egy különdíjat. Stephen Sondheim zeneszerzőként büszkélkedhet a legtöbb díjjal, szám szerint nyolccal. Bob Fosse nyolc díjat nyert koreográfusi munkájáért. Oliver Smith a díszletterveivel érdemelt ki nyolc díjacskát. Jules Fisher kilencszer zsebelte be látványtervi munkáiért az elismerést. Audra McDonald hatszor kapta meg a legjobb színésznek járó díjat. Terrence McNally és Tom Stoppard négyszer nyerte el a legjobb szerző díját: McNally kétszer a legjobb színdarabért és kétszer a legjobb musicalért, míg Stoppard négyszer a legjobb színdarabért.
- Legtöbb jelölés: Julie Harris és Chita Rivera színésznőket jelölték a legtöbbször Tony-díjra, eddig tíz alkalommal.[forrás?]
- Színészek két kategóriában: Hat színészt jelöltek két kategóriában is ugyanabban az évben. 1982-ben Amanda Plummert a legjobb női főszereplő kategóriában jelölték az Egy csepp méz című színdarabban valamint legjobb női mellékszereplő kategóriában az Ágnes, az Isten bárányában, amit meg is nyert. Dana Ivey-t 1984-ben kétszer jelölték legjobb női mellékszereplő kategóriában, egyszer a Sunday in the Park with George musicalben és egyszer a Megtört szívek háza című színdarabban. Kate Burtont 2002-ben a Hedda Gabler főszerepéért jelölték, egyúttal a legjobb női mellékszereplő kategóriában is esélyes volt Az elefántember című színműben. 2010-ben Jan Maxwell két jelölést kapott női mellékszereplő kategóriában: egyszer a The Royal Family, egyszer pedig a Botrány az operában színdarabban. Mark Rylance-t jelölték a legjobb férfi főszereplő kategóriában a III. Richárdban és egyszer mint mellékszereplő kapott nominálást a Vízkereszt, vagy amit akartokban, amit el is nyert. 2019-ben Jeremy Pope-ot jelölték főszereplő kategóriában a Choir Boyban és mellékszereplő kategóriában az Ain't Too Proud musicalben.
- Színészek minden kategóriában: öt színészt jelöltek eddig minden színészi kategóriában.
  - Boyd Gaines legjobb férfi mellékszereplő a The Heidi Chronicles színdarabban (1989), legjobb férfi főszereplő a She Loves Me musicalben (1994), legjobb férfi mellékszereplő a Contact (2000) és a Gypsy musicalben (2008), és legjobb férfi főszereplő Az út vége színdarabban (2007). Gaines csak Az út vége jelölését nem váltotta díjra.
  - Raúl Esparza legjobb férfi mellékszereplő a Taboo című musicalben (2004), legjobb férfi főszereplő a Company musicalben (2007), legjobb férfi mellékszereplő a Hazatérés című színdarabban (2008) és legjobb férfi főszereplő a Speed-the-Plow színdarabban (2009). Esparza nem nyert érmet a jelöléseivel.
  - Angela Lansbury elnyerte a legjobb női főszereplőnek járó díjat a Mame néni (1966), a Dear World (1969), a  Gypsy (1975) és a Sweeney Todd (1979) című musicalekért. Legjobb női főszereplőnek jelölték a Deuce című színdarabban (2007). Díjat nyert mint legjobb női mellékszereplő a Vidám kísértet című komédiában (2009). Legjobb női mellékszereplőnek jelölték az Egy kis éji zene című musicalért (2010).
  - Jan Maxwellt jelölték legjobb női mellékszereplőnek a Chitty Chitty Bang Bang musicalben (2005), a Coram Boy színdarabban (2007) és a Botrány az operában komédiában (2010), legjobb női főszereplőnek a The Royal Family színdarabban (2010) és a Follies musicalben (2012).
  - Audra McDonald az egyetlen, aki díjat nyert, mind a két fő- és mellékszerepő jelölésével: a legjobb női mellékszereplő kategóriában a Carousel (1994) és Ragtime (1998) musicalekért, a Mesterkurzus (1996) és A napfény nem eladó színdarabokért (2004), legjobb női főszereplő kategóriában a Porgy és Bess musicalért (2012) és a Lady Day at Emerson's Bar and Grill színdarabért (2014). McDonaldot legjobb női főszereplőnek jelölték a Marie Christine (2000) és a Negyven fok árnyékban musicalekért is (2007).
- Férfi nőt, nő férfit: Eddig négy színész zsebelt be Tony-díjat az ellenkező nemet játszva: Mary Martin a Pán Péterben (1955), Harvey Fierstein mint Edna Turnblad a Hajlakkban (2003), Mark Rylance mint Olivia a Vízkereszt, vagy amit akartokban (2014) és Lena Hall mint Yitzhak a Hedwig and the Angry Inch című darabban (2014). 2000-ben az ausztrál színész, Barry Humphries különdíjat nyert az 55. Tony-gálán az élő különleges műsor, a Dame Edna: The Royal Tour előadásáért.
- Megosztott szerep – megosztott díjak: a 2009-es Billy Elliot főszerepét játszó David Alvarez, Trent Kowalik és Kiril Kulish nemcsak a jelölést, de a győzelmet is megosztotta. Ezt a kategóriát azelőtt John Kani és Winston Ntshona vezette, akik a legjobb férfi főszereplőnek járó díjat osztották meg 1975-ben a Sizwe Banzi is Dead és The Island színdarabokért.
- Két nem, egy szerep: Ben Vereen (1972) és Patina Miller (2013) mindketten elnyerték a legjobb musicalszínésznek járó díjat a Pippin című musicalért, ami eddig az egyetlen szerep, amit mindkét nem győzelemre vitt.
- Szerző és egyben színész: Ketten nyertek eddig Tonyt mint szerzők és színészek. Harvey Fierstein a Kakukktojásért (1983) legjobb színdarab és legjobb férfi főszereplő kategóriában, Őrült nők ketrecéért legjobb szövegkönyv kategóriában és legjobb férfi főszereplő kategóriában nyert a Hajlakk című musicalért. Tracy Letts, az Augusztus Oklahomában győztes szerzője (2008) legjobb férfi főszereplő kategóriában vihette haza az érmet a Nem félünk a farkastól alakításáért (2013).
- Legidősebb és legfiatalabb győztes zeneszerzők: Lin-Manuel Miranda a legfiatalabb, aki a díjat elnyerte. Huszonnyolc éves volt, amikor az In the Heights musicalért díjat nyert. Adolph Green a legidősebb nyertes; hetvenhat éves volt, amikor a The Will Rogers Follies díjat nyert. Ha T. S. Eliot életben lett volna még, mikor a Macskák zenéje díjat érdemelt ki, kilencvennégy éves lett volna. Eliot az egyik, aki posztumusz nyert díjat ebben a kategóriában, a másik Jonathan Larson, akit a Rent című musicalért tüntettek ki. Harminchat éves lett volna.

## Fordítás
- Ez a szócikk részben vagy egészben  a   Tony Award című angol Wikipédia-szócikk ezen változatának fordításán alapul.  Az eredeti cikk szerkesztőit annak laptörténete sorolja fel. Ez a jelzés csupán a megfogalmazás eredetét és a szerzői jogokat jelzi, nem szolgál a cikkben szereplő információk forrásmegjelöléseként.

## Külső hivatkozások
- Hivatalos weboldal
- A Tony-díj hivatalos sugárzójának, a CBS-nek a weboldala
- Az Amerikai Színházi Kar hivatalos honlapja
- A Broadway Liga hivatalos honlapja